# Cornukaempferia longipetiolata
Cornukaempferia longipetiolata là một loài thực vật có hoa trong họ Gừng. Loài này được John Donald Mood và Kai Larsen  mô tả khoa học đầu tiên năm 1999.

## Phân bố
Loài này được tìm thấy ở cao độ 765 m trong Vườn quốc gia Nam Nao, tỉnh Phetchabun, đông bắc Thái Lan. Mẫu định danh: Mood 97P139, thu thập ở tọa độ 16°41′54″B 101°37′17″Đ / 16,69833°B 101,62139°Đ.